# 热莫站
热莫站是法国的一个铁路车站，位于法国东部市镇热莫境内。

## 位置
热莫站位于热莫市区的西部。车站大致呈东南-西北走向，开口朝东北，面向热莫市区。

## 设施
热莫站是一个无人看守的乘降所，没有任何人工售票设施及自动售票机，在热莫站上车的乘客需主动购票或使用通勤卡。

## 停靠线路
以下列车线路在热莫站停靠：
| 热莫站列车线路表  |      |                 |              |              |
| 线路              | 车种 | 上一站          | 下一站       | 大致运行频率 |
| 第戎—蒂耶河畔伊斯 | TER  | 圣朱利安-克莱奈 | 蒂耶河畔伊斯 | 每天4~12趟   |
| 1.                |      |                 |              |              |

## 配套交通

### 长途客车
热莫站附近暂无长途客运线路。途径热莫的科多尔省城际客运（法語：Transco）的31号线路大巴车需要在热莫市区内乘坐，且该线路需要提前预定。此外，当铁路线施工或罢工时，SNCF可能也会提供途径热莫市区的临时大巴车线路。

### 市内交通
热莫站附近暂无城市公共交通线路。

### 社会车辆
热莫站门口可停放少量社会车辆。

## 临近车站
| 热莫站（Gare de Gemeaux）      |                        |                |
| 上行车站                       | 线路                   | 下行车站       |
| 圣朱利安-克莱奈站              | 第戎－蒂耶河畔伊斯铁路 | 蒂耶河畔伊斯站 |
| - 本表仅显示运营中的线路及车站 |                        |                |